# Sphingocephalus ovalis
Sphingocephalus ovalis är en skalbaggsart som beskrevs av Liljeblad 1945. Sphingocephalus ovalis ingår i släktet Sphingocephalus och familjen ristbaggar. Inga underarter finns listade i Catalogue of Life.